# Peter Jackson (ochránce přírody)
Peter Jackson (27. ledna 1926, Londýn – 8. prosince 2016, tamtéž) byl britský novinář, přírodovědec, fotograf, ochránce přírody a specialista na kočkovité šelmy. Jackson byl světoznámým ochráncem tygrů, přičemž se podílel na výzkumu a ochraně těchto kočkovitých šelem již od konce 60. let 20. století.

## Životopis
Peter Jackson, původně důstojník Britského královského námořnictva, pracoval pro zpravodajskou agenturu Reuters coby zahraniční dopisovatel v Pákistánu, Indii a Itálii, přičemž v letech 1954 až 1960 a znovu pak mezi roky 1962 až 1970 působil jako hlavní korespondent pro indickou kancelář. Roku 1953 byl první, kdo získal rozhovory a fotografie s Edmundem Hillarym a Tenzingem Norgayem po zdolání Mount Everestu v květnu 1953. Během této doby úzce spolupracoval s korespondentkou v Novém Dillí Adrienne Farrellovou, jeho pozdější životní partnerkou, s níž se v roce 1954 oženil a poté oba pracovali společně v Indii. V roce 1956 se Peter Jackson a Adrienne Farrellová setkali s dalajlámou, který navštívil Indii při 2500. výročí narození Buddhy a v roce 1959 se oběma manželům podařilo získat exkluzivní zprávy o útěku dalajlamy z Tibetu do Indie, ještě než o tom informoval indický tisk.
Dlouhodobá práce v Indii podnítila v Jacksonovi zájem o indickou přírodu a její ochranu, především se pak zajímal o tygry. Poté, co v roce 1970 s rodinou opustil Indii a přesídlil do Londýna a později do Švýcarska, začal pracovat pro Světový fond na ochranu přírody (WWF). Mezi roky 1983 až 2000 byl – ačkoli nešlo o vědce – předsedou specializované skupiny pro ochranu kočkovitých šelem v rámci Komise pro přežití druhů Mezinárodního svazu ochrany přírody (IUCN) a následně jejím emeritním předsedou.
Peter Jackson měl se svou manželkou tři dcery a jednoho syna. Od roku 2003 žil opět v Londýně, kde zemřel po vleklé nemoci v prosinci roku 2016 ve věku 90 let.
Na jeho počest nese tygr malajský odborné trinomické jméno Panthera tigris jacksoni.

## Dílo
- NOWELL, Kristin; JACKSON, Peter. Wild Cats: Status Survey and Conservation Action Plan. Gland: IUCN, 1996. 383 s. (anglicky)
- SEIDENSTICKER, John; JACKSON, Peter; CHRISTIE, Sarah. Riding the Tiger: Tiger Conservation in Human-Dominated Landscapes. Cambridge (UK): Cambridge University Press, 1999. (anglicky)